# 102-й пограничный отряд войск НКВД
102-й пограничный отряд войск НКВД имени С. М. Кирова — соединение пограничных войск НКВД СССР, принимавшее участие в Великой Отечественной войне.

## История
Отряд сформирован 17 марта 1940 года, после чего занял позиции на «новой» границе в район Элисенваара. 28 мая 1940 года задержал первых нарушителей границы
На 22 июня 1941 года отряд, насчитывая 1463 человека личного состава, находился на обороне на участке советской государственной границы в районе Элисенваара.
В состав отряда входили 1-я пограничная комендатура в составе 1-й резервной пограничной заставы, 1-й — 4-й пограничных застав, 2-я пограничная комендатура в составе 2-й резервной пограничной заставы, 5-й — 8-й пограничных застав, 3-я пограничная комендатура в составе 3-й резервной пограничной заставы, 9-й — 13-й пограничных застав, манёвренная группа. Входил в состав Управления пограничных войск НКВД Ленинградского пограничного округа.
Штаб отряда находился в Элисенваара.
В составе действующей армии с 22 июня 1941 по 13 августа 1942 года.
В ходе оборонительной операции отряд вошёл в оперативное подчинение командованию 19-го стрелкового корпуса, которому была поставлена прочно закрыть государственную границу на участке Ристилахти, Курманпохья и не допустить прорыв противника к Ладожскому озеру. Вступил в боевые действия 28—29 июня 1941 года, когда имели место боевые столкновения с небольшими группами финских войск (от одного до двух взводов) на участках 3, 5, 9, 10, и 12 застав. Затем с 1 июля 1941 года финские войска предприняли ограниченное наступление в общем направлении на Хийтола на правом фланге 142-й стрелковой дивизии. 1-я застава отряда задержала наступление противника силою до батальона, обороняя рубеж северо-западнее Ристилахти. 2-я застава была вынуждена отойти северо-западнее Ристилахти. 3-я застава, ведя бой совместно с 4-й заставой и батальоном 461-го стрелкового полка, попала в окружение в районе Канкала, выйдя из него, перешла к обороне в районе севернее Парикка. Однако 4-я застава вместе со стрелковым батальоном, осталась в окружении и продолжала вести упорный бой с противником в районе Канкала. 5-я застава также с батальонами 461-го стрелкового полка тоже была окружена, с боями выходила из окружения и перешла к обороне на новом рубеже. 6-я застава на 1 июля 1941 года продолжала удерживать Райвио. Тем не менее, финские войска продолжили наступление, отбрасывая советские части от границы и 2 июля 1941 года вышли на рубеж Нивонранта — Силопохья — Мерия — Пиярви — Хутолампа — Лемонко. На 3 июля 1941 года подразделения отряда занимали следующие позиции: гарнизон первой комендатуры с 1, 2, 3, 4 и резервной заставой, вторым батальоном 461-го стрелкового полка, 1-м дивизионом 366-го гаубичного полка в районе дороги у Ристилахти, гарнизон 2-й комендатуры с 5, 7, 9 и 10 заставами, 43-й артиллерийский полк кап и 260-й артиллерийский полк на участке Ройвио — Уконмурто, 588-й стрелковый полк с гарнизоном 3 комендатуры и с 11, 12 и 13 заставами на участке участок Уконмурто — Куйсама. До 7 июля 1941 года отряд вёл боевые действия приблизительно на тех же рубежах, в некоторых местах будучи вынужденным отойти. Затем командование 23-й армией предприняло контрудар, в результате которого почти везде положение на границе было восстановлено. Вновь финские войска приступили к активным действиям в полосе отряда только в начале августа 1941 года, предприняв массированное наступление, в результате чего отряд был разобщён. Одна из групп отряда (120 человек) во главе с его командиром, объединилась с другими подразделениями в сводную группу под командованием полковника Донскова, прикрывая межозёрное дефиле и дороги на Каарлахти-Кексгольм. Большая часть отряда осталась с частями 142-й стрелковой дивизии, которая во второй декаде августа 1941 года эвакуировалась судами с побережья Ладожского озера. По-видимому именно эта часть личного состава в конце августа 1941 года в районе Васкелово пополнила 1-ю стрелковую дивизию НКВД.
Сам же отряд с 21 сентября 1941 года вошёл в отдельную стрелковую бригаду пограничных войск НКВД, где 102-й пограничный отряд был составной частью бригады. 13 августа 1942 года в составе отдельной стрелковой бригады пограничных войск НКВД отряд передан в РККА.
На базе 27-й стрелковой бригады впоследствии была создана прославленная 201-я стрелковая дивизия и в нынешней 201-й мотострелковой дивизии (сейчас бригаде) по некоторым сведениям знамя 102-го отряда хранится наряду с дивизионным знаменем.

## Командиры
- Донсков, Семён Иванович, полковник